# Wladimir Alexejewitsch Kanaikin
Wladimir Alexejewitsch Kanaikin (russisch Владимир Алексеевич Канайкин, engl. Transkription Vladimir Kanaykin; * 21. März 1985 in Atjurjewo, Mordwinien) ist ein ehemaliger russischer Geher.

## Werdegang
Der ehemalige Jugend- und Juniorenweltmeister über 10.000 m und Neunte der Leichtathletik-Europameisterschaften 2006 in Göteborg im 50-km-Gehen überraschte 2007, als er seine persönliche Bestzeit im 20-km-Gehen um mehr als vier Minuten verbesserte und mit 1:17:16 h einen Weltrekord aufstellte.
Bei den Russischen Meisterschaften im Juni 2008 blieb Kanaikin ebenso wie der Sieger Sergei Morosow unter 1:17 Stunden, jedoch wurde kurz vor den Olympischen Spielen in Peking bekannt, dass Kanaikin im April des Jahres positiv auf Erythropoetin (EPO) getestet worden war. Kanaikin wurde ebenso suspendiert und aus dem russischen Olympiaaufgebot entfernt wie Morosow, der im Juli den Dopingfahndern ins Netz ging. Kanaikin wurde wegen Verstoßes gegen die Doping-Regeln für zwei Jahre gesperrt, und seine Zeit von den russischen Meisterschaften annulliert. Er bleibt jedoch Rekordhalter, denn die beim selben Wettkampf erzielte Zeit von Morosow wurde nicht als Weltrekord ratifiziert, weil es bei der Veranstaltung versäumt wurde, einen Dopingtest vorzunehmen.
Bei seinem ersten und einzigen Olympischen Sommerspielen 2012 in London startete Kanaikin über 20 km, wurde aber nach etwa dreiviertel des Rennens disqualifiziert. Wenige Wochen zuvor konnte er sich beim World Race Walking Cup in Saransk noch einmal die Bronzemedaille sichern.

## Doping
Im Januar 2015 wurde Kanaikin durch den Weltverband IAAF nach erneuten Dopingkontrollen als Wiederholungstäter rückwirkend zum 17. Dezember 2012 lebenslang gesperrt. Alle seine Ergebnisse zwischen dem 25. Januar und dem 25. März 2011 sowie zwischen dem 16. Juni und dem 27. September 2011 wurden annulliert. Damit verlor er auch seine Silbermedaille der Weltmeisterschaft 2011.

## Persönliche Bestzeiten
| Outdoor   | Outdoor  | Outdoor            | Outdoor      |
| Disziplin | Zeit     | Datum              | Ort          |
| --------- | -------- | ------------------ | ------------ |
| 10.000 m  | 40:34,2  | 25. Mai 2002       | Tscheboksary |
| 10 km     | 38:16    | 19. Juni 2004      | Saransk      |
| 20 km     | 1:17:16  | 29. September 2007 | Saransk      |
| 30 km     | 2:01:13  | 19. Februar 2006   | Adler        |
| 35 km     | 2:21:31  | 19. Februar 2006   | Adler        |
| 50 km     | 3:40:40  | 12. Juni 2005      | Saransk      |
| Indoor    |          |                    |              |
| Disziplin | Zeit     | Datum              | Ort          |
| 5000 m    | 18:17,13 | 5. Februar 2012    | Moskau       |